# 日本拟鼬眼蛤
日本拟鼬眼蛤（学名：Pseudogaleomma japonica），是帘蛤目鼬眼蛤科擬鼬眼蛤屬的一种。主要分布于韩国、中国大陆，常栖息在潮间带。